# 흐엉 사원

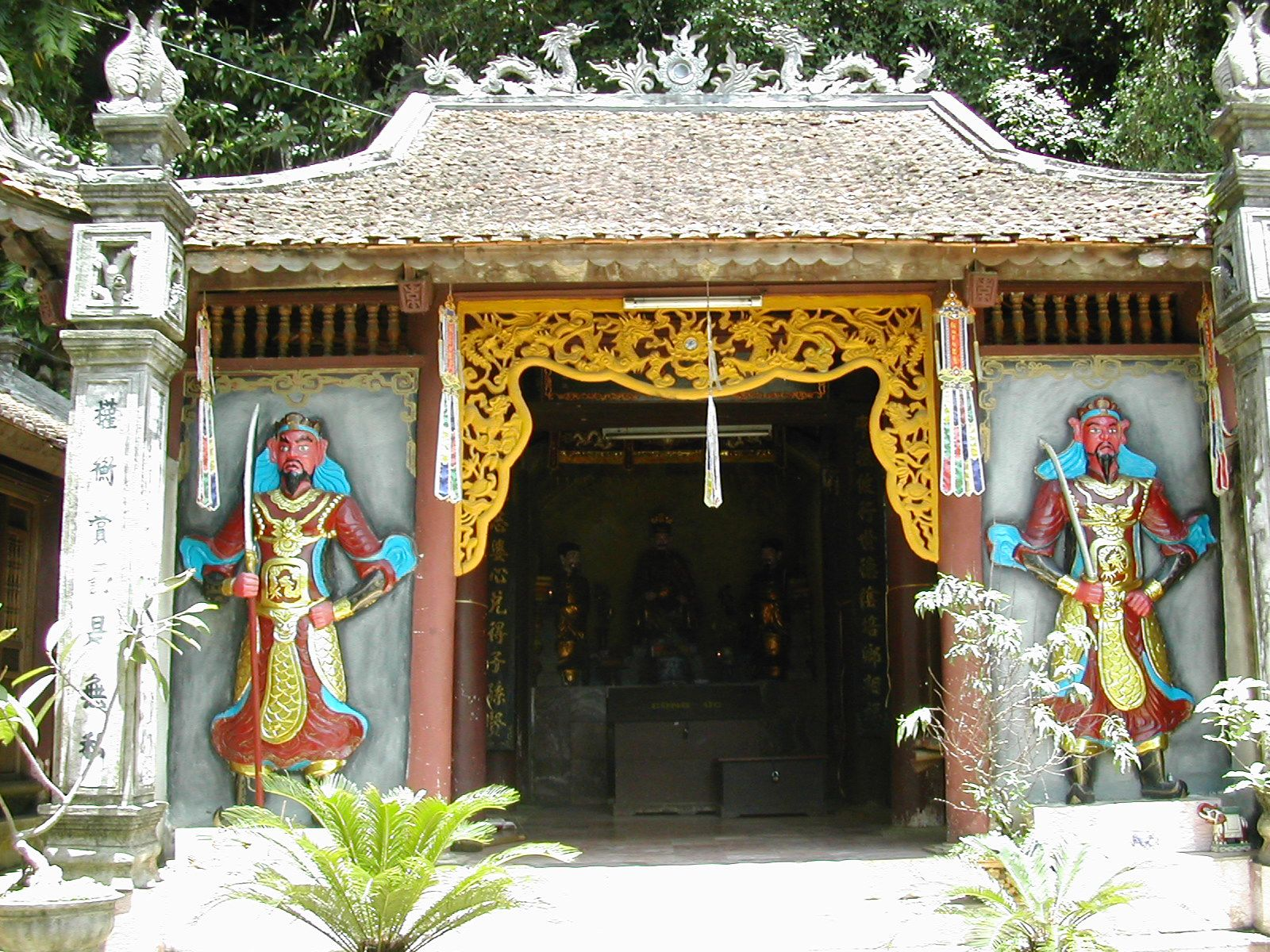
흐엉 사원 단지의 사원

흐엉 사원(베트남어: Chùa Hương / 香寺)은 석회암질의 흐엉띡 산맥(베트남어: Hương Tích / 香蹟山)에 지어진 많은 불사와 사당의 복합 사원이다. 하노이 중심가에서 남쪽으로 약 70km 떨어진 미득 현의 강변에 있다. 이곳은 베트남 전역에서 몰려오는 수 많은 순례자들을 위한 종교 축제의 장이다.
흐엉 사원은 미득 현 흐엉선 싸(社)의 중앙에 있었으며, 지금은 하노이로 편입되었지만, 예전에는 하떠이 성이었다. 이 성소의 중앙에 흐엉 사원이 있으며, 또한 흐엉띡 동굴(베트남어: Động Hương Tích / 香蹟洞)의 내부에 있기 때문에 추아쫑(Chùa Trong)이라고 불리기도 한다.